# П'яцца-Колона
П'яцца Колона (італ. Piazza Colonna) — площа в центрі Рима. П'яцца Колона названа на честь розташованої на ній колони Марка Аврелія, яка дала назву також однойменному району столиці Італії. До площі можна дістатися зі станцій «Барберіні — Фонтана ді Треві» і «Спанья» Лінії А Римського метрополітену.
П'яцца Колона була створена в кінці Чінквеченто за наказом папи Сикста V. Площа має прямокутну форму. З півночі до неї примикає палаццо Кіджі, де засідає Рада міністрів, а з північного заходу — палаццо Монтечиторіо, де засідає Палата депутатів. Із західного боку площа обмежена Палаццо Ведекінд, де раніше був головний офіс газети «Il Tempo», а з південного боку — церква Санта-Марія-делла-П'єта і палаццо Феррайолі, де серед іншого знаходяться представництва регіонів Фріулі-Венеція-Джулія та Валле-д'Аоста. Уздовж Віа дель Корсо на площу виходить фасад галереї Альберто Сорді.

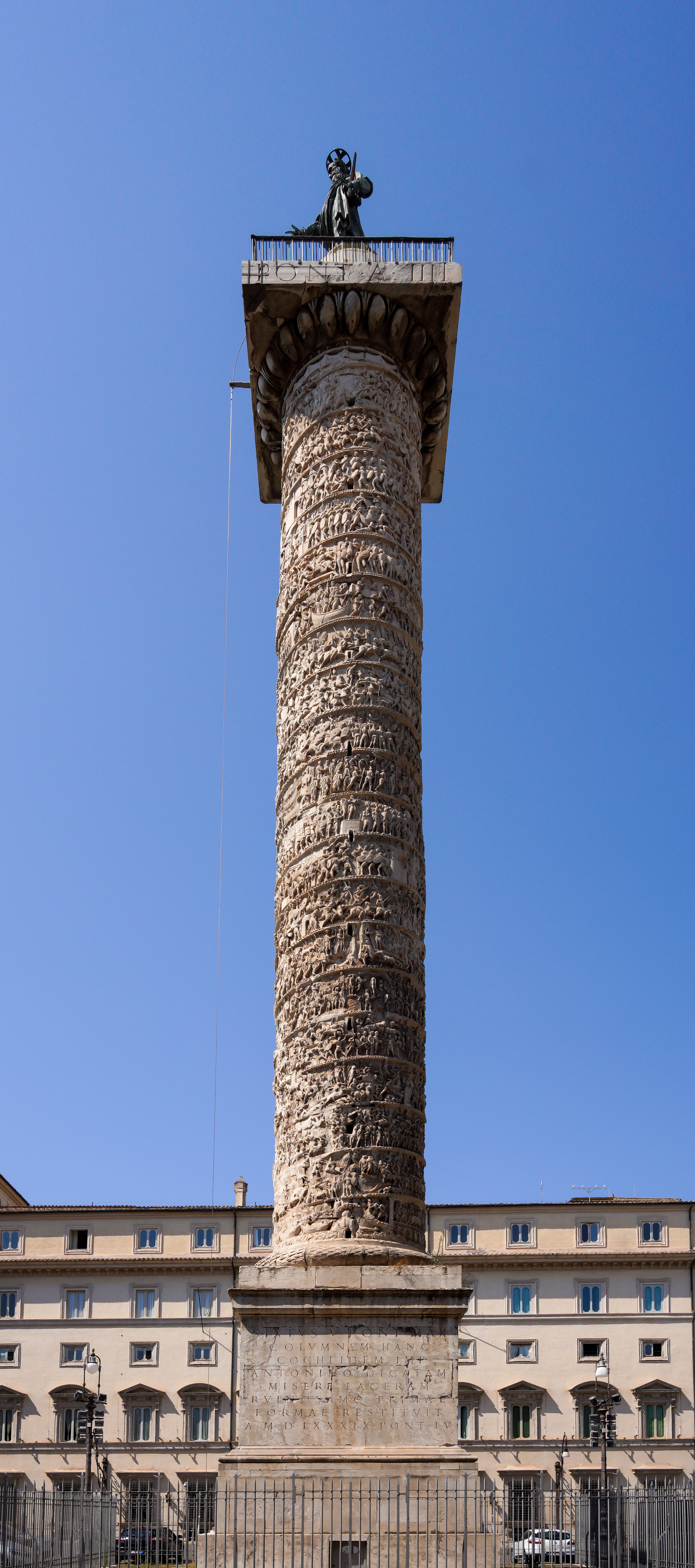
Колона Марка Аврелія та Палаццо Кіджі з лівої сторони.

Між колоною Марка Аврелія і галереєю Альберто Сорді розташований елегантний фонтан, побудований архітектором Джакомо делла Порта в 1577 у за наказом папи Григорія XIII. Основою фонтану є чаша з мармуру з острова Хіос, зовні прикрашена шістнадцятьма вертикальними стрічками з каррарського мармуру. Спочатку фонтан забезпечувався водою з акведука Аква Вірго.
П'яцца Колона розташована із західної сторони Віа дель Корсо і приблизно на однаковій відстані від П'яцца дель Пополо та Площі Венеції. Близько 200 метрів на схід розташований Фонтан ді Треві і західніше П'яцца Навона.